# South West African Territory Force
Die South West African Territory Force (SWATF), auch afrikaans SWA Gebiedsmag (SWA GM), deutsch etwa „Südwestafrikanische Territorialstreitkräfte“ bzw. „Südwestafrikanische Gebietsmacht“, war das Militär der südafrikanischen Besatzungspolitik auf dem Gebiet des ehemaligen Südwestafrika (Namibia) während eines zeitlichen Teilabschnitts der Apartheid. Untergeordnet tritt auch die Bezeichnung SWA/N Territorial Force auf.
Die SWATF verfügte über eine Mannstärke von 10.100 im Jahr 1981 und 22.000 sechs Jahre später.

## Überblick
Die ersten unter südafrikanischer Verwaltung für Südwestafrika zuständigen und dort stationierten Militäreinheiten entstanden in den 1920er und 1930er Jahren. 1927 wurde von Südafrikanern die Citizen Force (SWA) errichtet. Deren Oberkommandeur war Oberst M. J. de Jager.
Die Proclamation No 234 of 1939 der Südafrikanischen Union stellte Südwestafrika unter die Bestimmungen des Defence Act of 1912. Auf Grundlage der Verordnung entstand im November 1939 das SWA Command (deutsch etwa: „Kommando Südwestafrika“) aus Teilen der Bürgerwehr (Citizen Force, Reservisten) und weiteren Militäreinheiten. Am 1. Dezember 1939 wurde das 1 SWA Infantry Battalion (kurz: 1 SWA Inf Bn) mit Hauptquartier in Windhoek errichtet, das zur Union Citizen Force gehörte.
Eine systematische Gewinnung einheimischer und nichteuropäischer Personen für die in Südwestafrika operierenden südafrikanischen Streitkräfte begann im Jahre 1977. Die Rekrutierung verlief auf der Basis einer freiwilligen Militärausbildung für Angehörige unterschiedlicher ethnischer Gruppen. Das Angebot richtete sich vorrangig an Ovambos, Kavangos, Caprivianer, Rehoboth Baster und San. An einige Gruppen der Nama und Herero wurde die Frage zur Mitwirkung an diesem Militärdienst herangetragen. Die Dienstkonditionen beliefen sich auf einen monatlichen Sold in Höhe von 70 Rand sowie der unentgeltlichen Bereitstellung von Uniformen, Unterkünften und Verpflegung. In den Operationseinheiten der Nordgebiete stammten die Freiwilligen vorwiegend aus der ansässigen Bevölkerung. Im Landesinnern gab es ethnisch gemischte Trainingseinheiten. Die so ausgebildeten Soldaten waren Angehörige der South African Defence Force (SADF). Nach einer Interviewaussage vom September 1977 des Oberkommandierenden der südafrikanischen Streitkräfte in Südwestafrika/Namibia, Generalmajor Geldenhuys, war die Überleitung dieser Militärpersonen in die Strukturen einer künftigen „South West Africa/Namibia Defence Force“ geplant. Angehörige der San kamen im 102. Bataillon und der Ovambo in Koevoeteinheiten wurden als Spurensucher zum Einsatz.
Eine relativ eigenständige Armee des südafrikanischen Besatzungsgebietes Südwestafrika wurde 1980 auf Basis der dort langjährig praktizierten Militärpolitik der Regierung in Pretoria geschaffen. Formell entstanden diese Streitkräfte jedoch infolge der Proclamation No AG 105 (1980) mit dem Titel Establishment of South West African Territory Force. Die Veröffentlichung dieser Verordnung erfolgte in der Official Gazette of SWA No. 4237 vom 1. August 1980. Faktisch konstituierten sich die SWATF-Strukturen ab dem 6. September 1980. Zuvor bestanden bereits spezielle Militäreinheiten in dieser Region unter dem Oberkommando der SADF. Der Übergang zur SWATF erfolgte in geordneten und kontinuierlich gestalteten Rahmenbedingungen. Zunächst waren diese Militäreinheiten formell dem Generaladministrator unterstellt; seit 1985 gab es jedoch ein SWA Department of Defence. Das Verteidigungsbudget für die SWATF belief sich 1986 auf 186 Millionen Rand.
Im Gegensatz zum rassenpolitisch determinierten Militärrecht von Südafrika dienten in der SWATF weiße, farbige und schwarze Militärangehörige in allen Truppeneinheiten und waren demzufolge gleichermaßen an den bewaffneten Auseinandersetzungen mit der SWAPO bzw. PLAN und FAPLA (Forças Armadas de Libertação de Angola) und anderen gegnerischen Gruppen beteiligt. Dieser Gesichtspunkt erzeugte bis zur Auflösung der SWATF und über diesen Zeitpunkt hinaus politisch-ethnisch begründete Binnen- und Außenkonflikte.
Die Wehrpflicht in Südwestafrika/Namibia innerhalb der SWATF wurde im Januar 1981 für alle männlichen Bürger des besetzten Gebietes im Alter zwischen 18 und 24 Jahren eingeführt. Auf eine Einberufung wurde bei Männern verzichtet, wenn diese in Grenzregionen lebten, insbesondere in den Homelands Ovamboland, Kavangoland und Caprivi. Nach einer Verlautbarung eines Armeesprechers sollen ausreichend Freiwillige dieser Personenkreise in regionalen Bataillonen gedient haben. Aus kirchlichen Gruppen und politischen Organisationen der schwarzen Bevölkerung kamen erhebliche Bedenken gegen eine Einberufung in diesen Gebieten zur Sprache, weil sich dadurch Familienmitglieder auf verschiedenen militärischen Seiten gegenüberstehen könnten. Die Damaraland-Ratsversammlung lehnte die Anwendung dieses Militärdienstes unter ihrer Bevölkerung ab. Für politisch motivierte Wehrdienstverweigerer wurde der Pflichtdienst in nicht-kämpfenden Einheiten durchgeführt.
Die SWATF bestand um 1987 aus fünf Hauptkomponenten:
- Headquarters, Personal für Stäbe, Operationszentralen, Informationsdienste, Finanzen und Logistik,
- Reaction Force (Citizen Force), ein Teil der SW Reserve Force zur Landesverteidigung und Terrorabwehr,
- Area Force (Commandos), ein Teil der SW Reserve Force zur Aufklärung gegen PLAN-Gruppen,
- Full-time Auxilliary Force, Freiwilligendienst zur späteren Gründung nationaler Streitkräfte,
- Air Force (nur das 1 SWA Squadron, sonst durch South African Air Force gewährleistet).

## Führungspersonal
Im Verlaufe der Bildung der SWATF übertrug Südafrika am 8. Februar 1980 das militärische Oberkommando auf dem Gebiet von Südwestafrika/Namibia vom SADF SWA Command unter Generalmajor Johannes Geldenhuys auf die neuen militärischen Kommandostrukturen der SWATF. Zum Oberkommandierenden der SWATF wurde mit ihrer Gründung der Generalmajor Charles Lloyd berufen. Dessen erster Stabschef war Brigadier Jan Klopper.

Verordnungen, die in Pretoria und in Windhoek am 1. August 1980 veröffentlicht wurden, gaben die Aufstellung der SWATF offiziell bekannt. Diese setzte sich aus den bisher hier stationierten Einheiten der südafrikanischen Sicherheitskräfte zusammen. Die exekutive Kontrolle ging im Zuge der Umsetzung dieser Rechtsgrundlagen von Südafrika auf den Council of Minsters in SWA/Namibia über, in dessen Folge sich hier ein Department of Defence bildete.
Charles Lloyd übergab am 9. November 1983 das SWATF-Oberkommando (General Officer Commanding the SWATF) an Georg Meiring.
Das Oberkommando über die SWATF und die South African Army Forces in SWA ging am 23. Januar 1987 von Generalmajor Georg Meiring auf Generalmajor Willie Meyer über. Meyer diente vorher in Südwestafrika als Second-in-Command, bevor er im Januar 1983 als Officer Commanding of OVS Command eingesetzt wurde.
Im Jahre 1979 begann die Ausbildung an der SWA Military School in Okahandja.

## Regionale Truppenstruktur

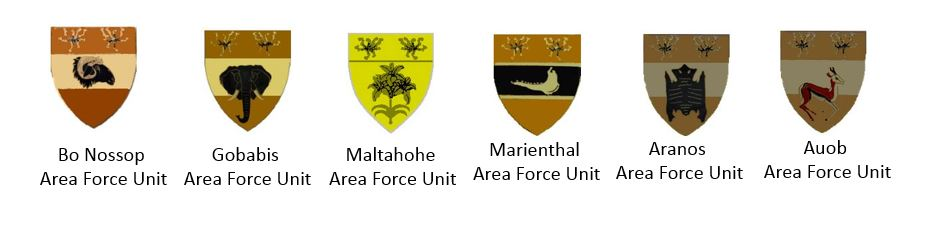
Abzeichen der Regionalkommandos

Der Oberkommandierende der SWATF, George Meiring, teilte am 21. Dezember 1984 in einem Pressestatement mit, dass die Truppenstärke der ihm unterstellten bewaffneten Kräfte 19.000 Mann umfasse, von denen 61 Prozent im Grenzgebiet zwischen SWA/Namibia und Angola stationiert seien.
Folgende Militärbezirke der SWATF haben existiert:

Abkürzung: AME in Afrikaans: Area Mag Eenheid; AFU in Englisch: (Area Force Unit)
- Sektor 10 (Kaokoland and Owambo) – Hauptquartier Oshakati
  - Dieser Militärbezirk bestand aus vier modularen Bataillonen (Bn): Bn 51 in Ruacana, Bn 52 in Oshakati, Bn 53 in Ondangwa und Bn 54 in Eenhana. Ferner die Einheiten der SWATF, das 101 Bn in Ondangwa und 102 Bn in Opuwo, 61 Mechanised Battalion in Omuthiya, 25 Engineering Squadron in Oshakati, 5 Maintenance Unit in Ondangwa und eine Ausbildungseinheit in Oshivelo.

- Sektor 20 (Kavango and Western Caprivi) – Hauptquartier Rundu
  - 55 Bn in Nepara, 32 Bn in Buffalo, SWATF 201 Bn in der Omega base, 202 Bn in Rundu und 203 Bn in Mangetti.

- Sektor 30 – Hauptquartier Otjiwarongo (Citadel).
  - 301 Bn in Otjiwarongo, SWATF Otjiwarongo AME, Outjo AME, Grootfontein AME, Tsumeb AME, Hereroland AME, Ethosa AME, Otavi AME, Damaraland AME und UIS PL. Die Einheiten waren ebenso verantwortlich für die Regionen Grootfontein, Tsumeb, Otavi, Outjo, Otjiwarongo, Hereroland und Damaraland.

- Sektor 40 – Hauptquartier Windhoek
  - 911 Bn, 1 SWA PRO Unit, SWATF Alte Feste AME, Khomas AME, Hochl AME, Okahandja AME, Omaruru AME, Swakopmund AME, Rehoboth AME, Katatura AME und Khomasdal AME.

- Sektor 50 – Hauptquartier Gobabis
  - SWATF Aranos AME, Auob AME, Bo-Nossob AME, Aminius PL, Gobabis AME, Rietfont AME, Mariental AME und Maltahöhe AME.

- Sektor 60 – Hauptquartier Keetmanshoop
  - SWATF Karasburg AME, Keetmanshop AME, Hoop AME, Bethanien AME, Oranjemund AME, Luderitz AME und Namaland AME.

- Sektor 70 (Eastern Caprivi) – Hauptquartier Mpacha
  - SWATF 701 Bn in Mpacha mit Unterstützung der SWATF KfZ-Infanterie und Artillerie-Batterie. Eine südafrikanische Navy Marine Company war hier für Patrouillen in den Flusszonen stationiert.

Ethnisch gemischte Einheiten existierten im Gegensatz zu Südafrika in den Streitkräften von Südwestafrika. Es handelte sich um sogenannte Ethnic battalions. Das waren hauptsächlich die Einheiten 21 Battalion, 61 Battalion, 62 Battalion und 101 Battalion. Beispielsweise war der Angriff auf Cassinga eine von Südafrika geleitete Militäroperation, an der ethnisch gemischte Kampftruppen zum Einsatz kamen.

## Konfliktpunkte im rechtlichen Rahmen (Auswahl)

### Fall Erick Binga
Im Jahre 1983 lag dem Supreme Court of South West Africa (etwa: Oberster Gerichtshof von Südwestafrika) in Windhoek eine Frage zur Prüfung vor, ob das damalige südafrikanische Militärrecht in Südwestafrika/Namibia überhaupt von Geltung sei. Ein junger Wehrdienstpflichtiger, Erick Binga, entzog sich zunächst durch Flucht dem Einberufungsbefehl und dessen Vater erklärte vor dem Supreme Court diesen Einberufungsbefehl als „null und nichtig“.
Das Richterkollegium wies einen Klageantrag hierzu von Erick Binga ab, wogegen er jedoch Berufung einlegte, der am 21. September 1984 stattgegeben wurde. Seine Klage richtete sich formal nun gegen den Administrator-General, den südafrikanischen Minister of Defence und das Military Exemption Board mit der Begründung, dass das südafrikanische Recht in Südwestafrika nicht gültig sei. Seiner Argumentation nach sei die angewandte Gesetzgebung für das Gebiet eine „gänzlich illegitime Machtausübung“ („totally illegitimate exercise of power“).
Der Rechtsstreit zog sich über mehrere Jahre hin und wurde 1988 (Az. 250 / 1984) vor der Supreme Court of South Africa Appellate Division in Bloemfontein verhandelt. Binga’s Auffassung wurde 1988 im Verlauf der Verhandlung zitiert: „It is a matter of no consequence to me that I have been called up by the South West Africa Territory Force and not the South African Defence Force. In truth and in fact there is no essential difference between the two.“ (deutsch etwa: „Es spielt keine Rolle, dass ich von der South West Africa Territory Force und nicht von der South African Defence Force aufgefordert worden bin. In Wahrheit und in Wirklichkeit gibt es zwischen den beiden keinen wesentlichen Unterschied.“).
Als Folge von Nachfragen und Protestnoten internationaler und nationaler Organisationen bezüglich der Anwendung südafrikanischen Rechts (South African Terrorism Act 1967, South African Defence Act 1957, mehreren Verordnungen (Proclamations) des Administrator-General zwischen 1977 und 1978) im Geltungsbereich der Sicherheitsgesetzgebung auf dem Territorium von SWA/Namibia, kam die Rechtspraxis in eine zunehmend unhaltbare Situation. Der Administrator-General von SWA/Namibia berief zur Klärung hierbei auftretender grundsätzlicher Fragen eine Kommission unter der Leitung des Richters H. P. von Dyk aus dem Kreise des Transvaal Bench of the Supreme Court (deutsch etwa: „Transvaal-Richterkollegium am Obersten Gerichtshof“). Der vollständige Name dieses Gremiums lautete: Commission to inquire into and to report and to make recommendations on the adequacy, fairness and efficiency of legislation pertaining to the internal security.

### Völkerrecht
Das ursprüngliche Mandat C des Völkerbundes sah für die Südafrikanische Union in Bezug auf das ehemalige Deutsch-Südwestafrika für die militärische Kompetenz der Mandatsausübung folgende Regelung im Artikel IV des Mandate Agreement Regarding German South-West Africa vom 17. Dezember 1920 vor:

“The military training of the natives, otherwise than for purposes of internal police and the local defense of the territory, shall be prohibited. Furthermore, no military or naval bases shall be established or fortifications erected in the territory.”

„Die militärische Ausbildung der Eingeborenen [Indigene], anders als zum Zwecke der inländischen Polizei und der regionalen Verteidigung des Gebietes ist untersagt. Ferner sollen in diesem Gebiet keine militärischen oder Marinebasen eingerichtet oder Befestigungen erbaut werden.“

Seit 1946 erachtete die südafrikanische Regierung das „frühere“ Völkerbund-Mandat als „erloschen“, da es mit Auflösung des Völkerbundes abgelaufen sei. Nach international verbreiteten Rechtsauffassungen stellte die Haltung Südafrikas zu seinem Mandatsauftrag einen „Rubikon“ dar und wurde als Bruch eines völkerrechtlichen Abkommens angesehen.

## Beziehungen zur SADF
Nur scheinbar war SWATF eine eigenständige Armee. Ihre Kommandostrukturen waren in die der SADF integriert. Die SWATF unterschied sich äußerlich von der SADF durch eigene Uniformen, Rangstrukturen und Besoldungen. Der Auffassung ihres früheren oberen Kommandeurs nach sollte sie ein „Teil des Unabhängigkeitsprozesses“ sein und „die Basis für die Armee eines neuen Staates“ bilden.

## Nachrichtendienstliche Zusammenarbeit
Schon vor Errichtung der SWATF waren Mitarbeiter des NIS in Windhoek am Hauptquartier der südafrikanischen Streitkräfte (SADF) stationiert. Nach Gründung der SWATF setzte sich die Zusammenarbeit mit dem südafrikanischen Nachrichtendienst fort. An diesem Ort waren Mitglieder des NIS-Generalstabs aus Pretoria tätig. Die Zusammenarbeit mit militärischen Ansprechpartnern erfolgte über das lokale Joint Intelligence Coordinating Committee.

## Militärische Operationen

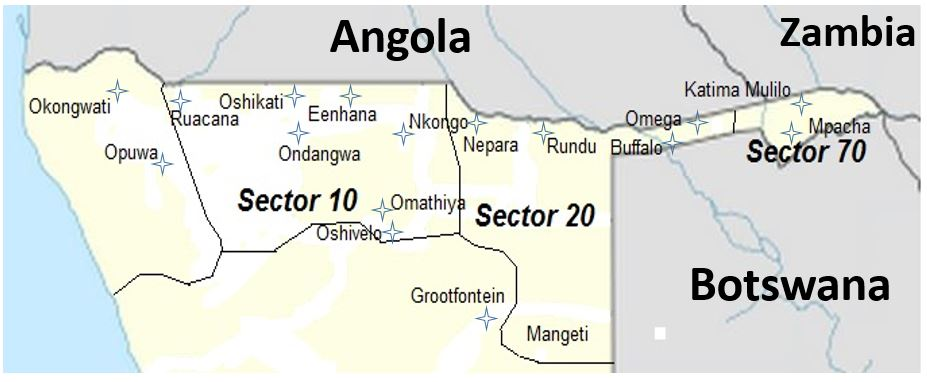
Sektoren der SWATF im Norden von Südwestafrika

Im Verlauf ihrer Existenz standen die SWATF vielfach in direkter militärischer Konfrontation mit der SWAPO bzw. deren militärischen Suborganisation PLAN sowie der FAPLA in Südangola.

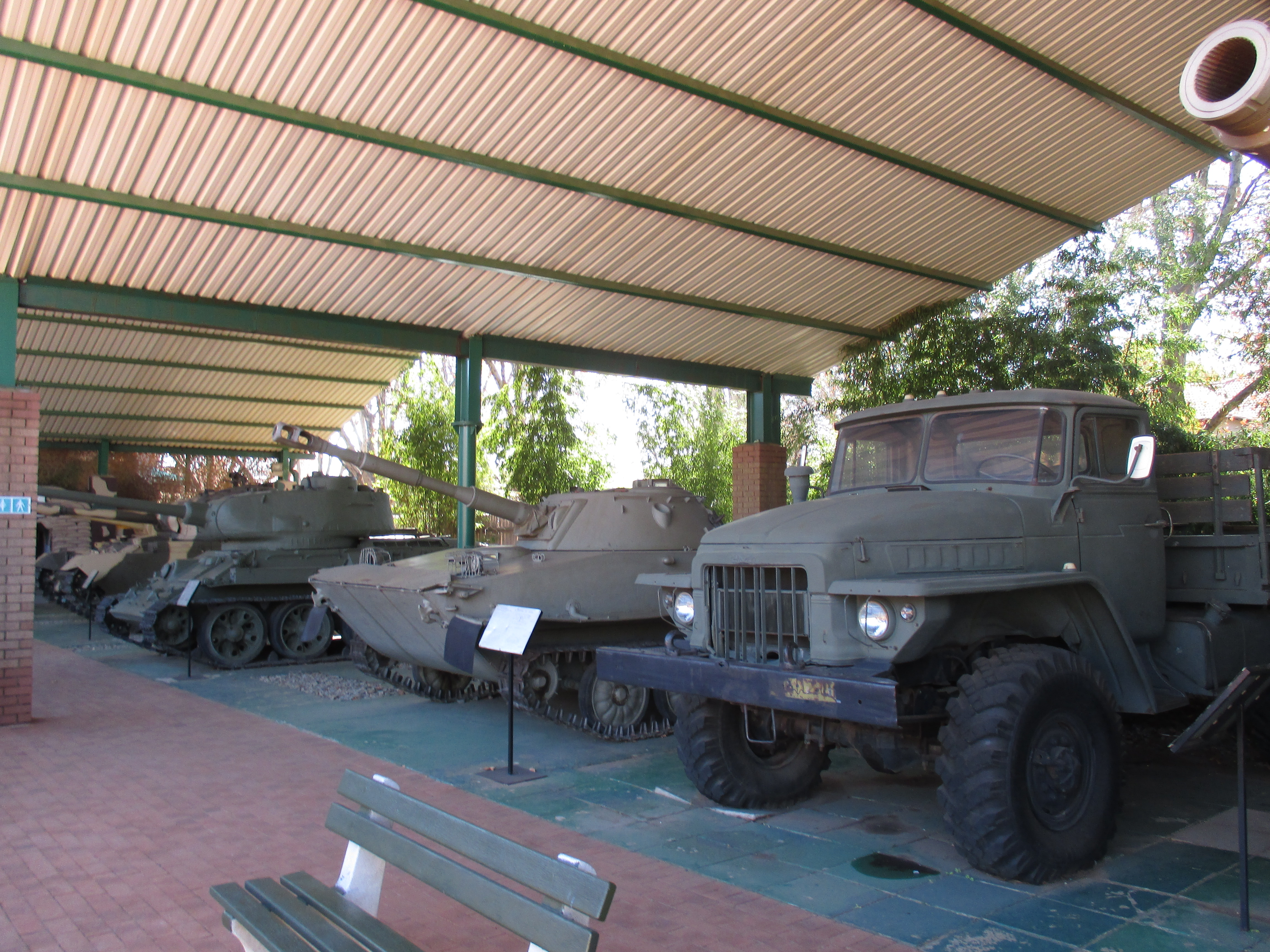
Militärfahrzeuge der ehemaligen FAPLA-Einheiten

General Charles Lloyd berichtete in einer Pressekonferenz am 10. August 1981 in Windhoek über die Installation eines gegnerischen radargestützten Frühwarnsystems in Südangola und das Vorhandensein sowjetischer SAM-Boden-Luft-Raketen im Hafen von Moçâmedes und in Lubango. Am 23. August 1981 zerstörten Bomber der südafrikanischen Luftstreitkräfte die Anlagen des Frühwarnsystems.
Im Verlauf der Operation Protea im Zeitraum zwischen dem 24. und 29. August 1981 stießen SWATF und SADF-Einheiten aus Richtung Ruacana auf südangolanisches Gebiet entlang der Kunenelaufs bis nach Calueque vor. Bei Ongiva bombardierten Luftunterstützungseinheiten der SA Air Force eine Fahrzeugkolonne der gegnerischen Seite, wobei auch einige sowjetische Militärangehörige getötet wurden. Armeechef Johannes Geldenhuys räumte in einer Pressekonferenz am 15. September in Oshakati ein, dass hierbei auch 10 SADF-Soldaten und zwei SWATF-Soldaten sowie zwei südafrikanische Luftwaffenangehörige bei einem Helikopterabschuss ihr Leben verloren hatten.
Spezielle Einsätze, besonders die der Luftwaffe, wurden jedoch durch die SADF vorgenommen. Canberra-Bomber, eskortiert von zwei Mirage-Kampfjägern, unterstützen beispielsweise 1982 die SWATF bei der Luftaufklärung im südangolanischen Gebiet, als erneut die Installation von Raketenabwehrbasen mit SAM-3 und SAM-7 angenommen wurden. Zwei MIG-21 griffen diesen Vorstoß an.
Nach bewaffneten Konflikten im Januar 1987 in der Umgebung von Môngua (Provinz Cunene) zwischen angolanischen Streitkräften und SADF/SWATF-Einheiten mit insgesamt 61 Toten warnte die SWATF-Führung die Regierung des Nachbarlandes sowie die FAPLA-Kommandeure, den SWAPO-Kräften weiterhin militärische Unterstützung zu geben. Die Konflikte hielten jedoch an. Später, am 20. Mai 1987, erklärte der angolanische Präsident José Eduardo dos Santos, dass sich gegenwärtig sechs südafrikanische Bataillone in Angola aufhielten und eine neue Offensive bevorstehe. Nach Angaben von SWATF-Kommandeur Georg Meiring sollen schließlich mehrere Mirage III von einem Luftwaffenstützpunkt in Nordtransvaal im südlichen Angola MPLA-Truppen bekämpft haben. Bei Kampfhandlungen im Herbst 1987 auf angolanischem Gebiet verloren Soldaten der SWATF und SADF ihr Leben. Nach angolanischen Angaben standen zu dieser Zeit etwa 3.000 Mann der südafrikanischen Streitkräfte in Angola und bis 35.000 Mann (nach SADF nur 1.125 Mann) sollen an der Nordgrenze von SWA/Namibia stationiert gewesen sein. Im Umfeld dieser Entwicklung kam Staatspräsident Pieter Willem Botha im November 1987 zu einem geheimen Truppenbesuch in das Gebiet von Südangola. Wenige Tage später, Anfang Dezember, drangen die südafrikanisch geführten Sicherheitskräfte noch tiefer in angolanisches Gebiet ein. Im Juni 1988 trafen sich in Kairo Politiker der Konfliktpartner Südafrika, Angola und Kuba zu einem von den USA geleiteten Treffen, um die Möglichkeiten des Truppenabzugs aus dieser Kampfzone zu beraten.

## Historische Rezeption
Im Jahr 2014 bildete sich die Organisation Namibia War Veterans Trust (NAWVET), deren Mitglieder aus ehemaligen Angehörigen der SWATF und Koevoet-Einheiten stammen. Sie fordern vom Staat Namibia, sie als Kriegsveteranen offiziell anzuerkennen und ihnen denselben Status wie anderen Veteranen des Befreiungskampfes zu gewähren. Die Forderung wurde anlässlich eines Treffens in Okankete unweit von Ondangwa formuliert. Vertreter von NAMRIGHTS sowie des Forum for the Future (FFF) waren anwesend. Der NamRights-Chef meinte, dass durch SWATF und Koevoet unsägliche Grausamkeiten gegen unschuldige Zivilisten im Land verübt worden waren, aber auch SWAPO-Führer „Blut an ihren Händen“ hätten.
Staatspräsident Pohamba antwortete auf das Ansinnen: „I am asked to give veteran status to the [SWATF/Koevoet]. I will not give war veteran status to killers, and if they continue to threaten […]. They talk about national reconciliation, but national reconciliation has its borders. If you go beyond the borders you are opening up wounds.“ (deutsch etwa: „Ich werde ersucht, einen Veteranenstatus [an SWATF / Koevoet] zu verleihen. Den Killern werde ich keinen Kriegsveteranenstatus geben, und wenn sie weiterhin drohen […]. Sie sprechen über die nationale Versöhnung, aber nationale Versöhnung hat ihre Grenzen. Gehst du über diese Grenzen, öffnest du Wunden.“).
Die gegenwärtige Politik in Namibia sieht die Mitglieder dieser ehemaligen Militäreinheiten als enemy collaborators (deutsch: „feindliche Kollaborateure“). Auslöser zu dieser Debatte war eine südafrikanische Gerichtsentscheidung (High Court, Moses Mavundla) aus dem Jahre 2012, nach deren Grundsatzaussage keiner der früheren „Apartheid-Soldaten“ indigener Abstammung in die neue Armee SANDF integriert werden könne.